# 馬刀舞曲
《馬刀舞曲》（Sabre Dance），又译《劍舞》，是阿拉姆·哈恰圖良最著名的作品，源自於1942年首演的《加雅涅》（Gayane）芭蕾舞劇中的主題音樂，指的是劇中居民出征前的戰鬥舞蹈，節奏非常強烈快速，以短短2分鐘半之旋律，給人有一股強烈的壓迫感，同時展現旺盛的生命鬥志。

## 樂曲概觀
樂曲描繪了在亞美尼亞舞蹈中一支旋風似的戰舞，舞者以馬刀展示其技術；中段則包含了由久姆里城的一首亞美尼亞民歌。由於它的節奏相當刺激，舞曲本身在音樂會擁有獨立曲目的地位，亦同時被大眾音樂以不同方式引用。它的連奏低音容易辨認之餘，旋律易記，故也是樂隊中常演的曲目。
其管弦樂版本為G大調。一開始，樂曲以弦樂及定音鼓奏出了在全曲中常常出現，甚易辨認的固定音型動機。高音的木管樂器以及木琴奏出主題旋律，令人有刺激的感受；中段改為3拍子，以中提琴、大提琴的高音域、薩克管及鈴鼓作出稍為舒情的旋律，帶有中東民歌旋律的風韻；及後全體樂隊返回開始的第一旋律再現。以八分音符的下行半音音階把樂曲帶到由低音弦樂奏出的低音G上，再透過升F調的上行四分音符五聲音階，最終以齊奏G音作結。